# Magelungsdiket

Magelungsdiket är ett vattendrag som avvattnar delar av stadsdelarna Rågsved och Högdalen i södra Stockholms kommun. Dikets naturliga avrinningsområde har reducerats kraftigt genom utbyggnad av dagvattensystemet i Älvsjö som leds i tunnlar till Mälaren. Förorenat dagvatten från närbelägna Snösätra industriområde når sjön Magelungen via diket. Magelungsdiket är en sista rest av Magelungsån som ännu på 1920-talet förband Magelungen med den numera försvunna Brännkyrkasjön.
| Magelungsdiket norrut från Snösätravägen. |  | Magelungsdiket söderut från Snösätravägen. |
| Magelungsdiket norrut från Snösätravägen. |  | Magelungsdiket söderut från Snösätravägen. |